# Schäfler
Schäfler är en bergstopp i Schweiz.   Den ligger i kantonen Appenzell Innerrhoden, i den östra delen av landet, 150 km öster om huvudstaden Bern. Toppen på Schäfler är 1 925 meter över havet, eller 118 meter över den omgivande terrängen. Bredden vid basen är 0,94 km.
Terrängen runt Schäfler är bergig åt sydost, men åt nordväst är den kuperad. Runt Schäfler är det ganska tätbefolkat, med 120 invånare per kvadratkilometer.. Närmaste större samhälle är Sankt Gallen, 16,5 km norr om Schäfler. 
I omgivningarna runt Schäfler växer i huvudsak blandskog.